# ウィルフィレーセル・ゲレロ
ウィルフィレーセル・ゲレロ・ソト（Wilfreiser Guerrero Soto , 1986年10月17日 - ）は、ドミニカ共和国出身の元プロ野球選手（投手）。右投右打。NPBでは育成選手であった。2017年より福岡ソフトバンクホークスのスペイン語通訳を務める。姓（第一姓）は日本語で「ゲレーロ」とも表記される。

## 来歴

### 現役時代
ドミニカ共和国のニサオ出身。MLBのアカデミー志望だったが契約に至らず、カープアカデミーに入る。短期間のトレーニングで球速が向上したことから日本に練習生として派遣されることになり、2008年に広島東洋カープに練習生として入団。四国・九州アイランドリーグ（現：四国アイランドリーグplus）に同年新加入した長崎セインツに派遣され、24試合に登板、0勝7敗0セーブ、防御率4.54の成績だった。
2009年は、後期シーズンのみという契約で徳島インディゴソックスに派遣されると5勝を挙げ、防御率1.69で最優秀防御率のタイトルを獲得した。
2010年1月26日、カープと育成選手契約を結んだ。この時期には、来日当初は合わなかったという日本の食事などにも馴染んでいたという。2010年・2011年は支配下登録選手への移行は行われなかった。
2011年11月1日、育成選手契約を解除したことが球団から発表された。カープ退団後はドミニカ共和国に戻り、失意から野球をやめようとしたが、友人からのアドバイスで練習は続けた。
2013年に日本の知人の紹介で高知ファイティングドッグスの入団テストを受け、8月1日に選手契約を結び、4年ぶりにアイランドリーグに復帰した。その際の来日から高知への移動や入団テストの様子が、2013年9月16日にテレビ東京の「YOUは何しに日本へ?」で放送された。
2015年1月31日、2014年シーズン限りで高知を退団したことが発表された。
2015年5月23日、同じアイランドリーグの愛媛マンダリンパイレーツに入団したことが発表された。アイランドリーグの所属球団としては、派遣時代も含めて4球団目となる。愛媛在籍当時、ファン感謝祭でラファエル・ポロなど他の外国人選手の通訳を務めたことがあった。周囲の日本人に何でも質問したり、日本のテレビ番組を見たりして日本語を覚えていったと述べている。
2015年11月26日、愛媛を自由契約となり、退団することが発表された。再度帰国し地元で野球を教えながら、NPB1軍でプレーするという目標のため練習を続けていたという。

### 現役引退後
2017年5月、福岡ソフトバンクホークスがキューバ出身育成選手の通訳として採用する意向であると報じられ、5月19日に正式に球団から通訳としての採用が発表された。この採用は、ゲレロを知っていたホークススカウトからの推薦によるものだったという。
これまで、リバン・モイネロ、オスカー・コラスらの通訳を担当。ソフトバンクの球団施設である「若鷹寮」に住み込み、主にスペイン語圏出身の若手外国人選手の通訳を担当している。

## 選手としての特徴・人物
2019年にはコラスの支配下登録記者会見に同席し、通訳ぶりについて「日本語は片言気味で、コラスと質問者のやりとりは、どこかちぐはぐに」「こうした場で日本語を話すのは初めてで、かなりの緊張があったようだ」と報じられた。

## 詳細情報

### 年度別投手成績
- 一軍公式戦出場なし

### 独立リーグでの投手成績
| 年 度     | 球 団     | 防 御 率 | 登 板 | 勝 利 | 敗 戦 | セ 丨 ブ | 完 投 | 完 封 | 無 四 球 | 投 球 回 | 打 者 | 被 安 打 | 被 本 塁 打 | 奪 三 振 | 与 四 球 | 与 死 球 | 失 点 | 自 責 点 | 暴 投 | ボ 丨 ク |
| --------- | --------- | -------- | ----- | ----- | ----- | -------- | ----- | ----- | -------- | -------- | ----- | -------- | ----------- | -------- | -------- | -------- | ----- | -------- | ----- | -------- |
| 2008      | 長崎      | 4.54     | 24    | 0     | 7     | 0        | 1     | 1     | 0        | 67.1     | 305   | 63       | 3           | 38       | 46       | 2        | 46    | 34       |       |          |
| 2009      | 徳島      | 1.69     | 12    | 5     | 2     | 0        | 1     | 1     | 0        | 64.0     | 273   | 28       | 2           | 75       | 47       | 8        | 15    | 12       |       |          |
| 2013      | 高知      | 5.14     | 6     | 3     | 3     | 0        | 0     | 0     | 0        | 21.0     | 100   | 22       | 0           | 7        | 7        | 6        | 15    | 12       | 3     | 1        |
| 2014      | 高知      | 3.44     | 29    | 1     | 8     | 0        | 1     | 0     | 0        | 89.0     | 403   | 82       | 0           | 68       | 45       | 11       | 44    | 34       | 12    | 0        |
| 2015      | 愛媛      | 2.73     | 10    | 2     | 2     | 0        | 0     | 0     | 0        | 33.0     | 145   | 35       | 2           | 22       | 16       | 1        | 13    | 10       | 0     | 0        |
| 通算：5年 | 通算：5年 | 3.35     | 81    | 11    | 22    | 0        | 3     | 2     | 0        | 274.1    | 1226  | 230      | 7           | 210      | 161      | 28       | 133   | 102      |       |          |

- 派遣時を含む

### 背番号
- 98  （2008年 - 2009年、2013年 - 2015年）
- 140 （2010年 - 2011年）